# Lawdy Miss Clawdy
Singles de Lloyd Price
Oooh, Oooh, Oooh
(1952)
Lawdy Miss Clawdy (ou  Lawdy, Miss Clawdy) est une chanson écrite et originellement enregistrée par Lloyd Price.
Lloyd Price a écrit cette chanson à l'âge de 19 ans. Il l'enregistrée lors sa première session d'enregistrement pour Art Rupe et le label Specialty Records. L'enregistrement était produit par Dave Bartholomew. Fats Domino accompagnait Price au piano. Sortie en single, la chanson est devenu l'un des disques les plus vendus de 1952.
Par la suite, la chanson a été interprétée et enregistrée par de nombreux artistes, dont Elvis Presley, Little Richard, The Hollies, The Animals (pour la BBC), The Beatles (pour leur film Let It Be), Joe Cocker, The Dave Clark Five, Fats Domino, Conway Twitty, Carl Perkins, Eric Burdon en solo, The Replacements, Paul McCartney, etc.
La chanson Lawdy Miss Clawdy (dans la version originale de Lloyd Price) est incluse dans la sélection des « 500 chansons qui ont façonné le rock 'n' roll  » (500 Songs that Shaped Rock and Roll) du Rock and Roll Hall of Fame.